# Fusulínids
Els fusulínids (Fusulinida) són un grup de foraminífers extints que produeixen petxines calcàries, fetes de grànuls fins de calcita empaquetats junts, la qual cosa els distingeix d'altres foraminífers calcaris, que les seves testes són usualment hialinas. Els seus fòssils són tan abundants que tots sols formen formacions calcàries completes. La formació calcària de Cottonwood a Kansas és un exemple d'això. Els Fusulinida van formar una part important de les comunitats marines del Carbonífer i Permià dels quals són excel·lents fòssils guia. No obstant això, es van extingir al final del Permià.